# Marie Ménessier-Nodier

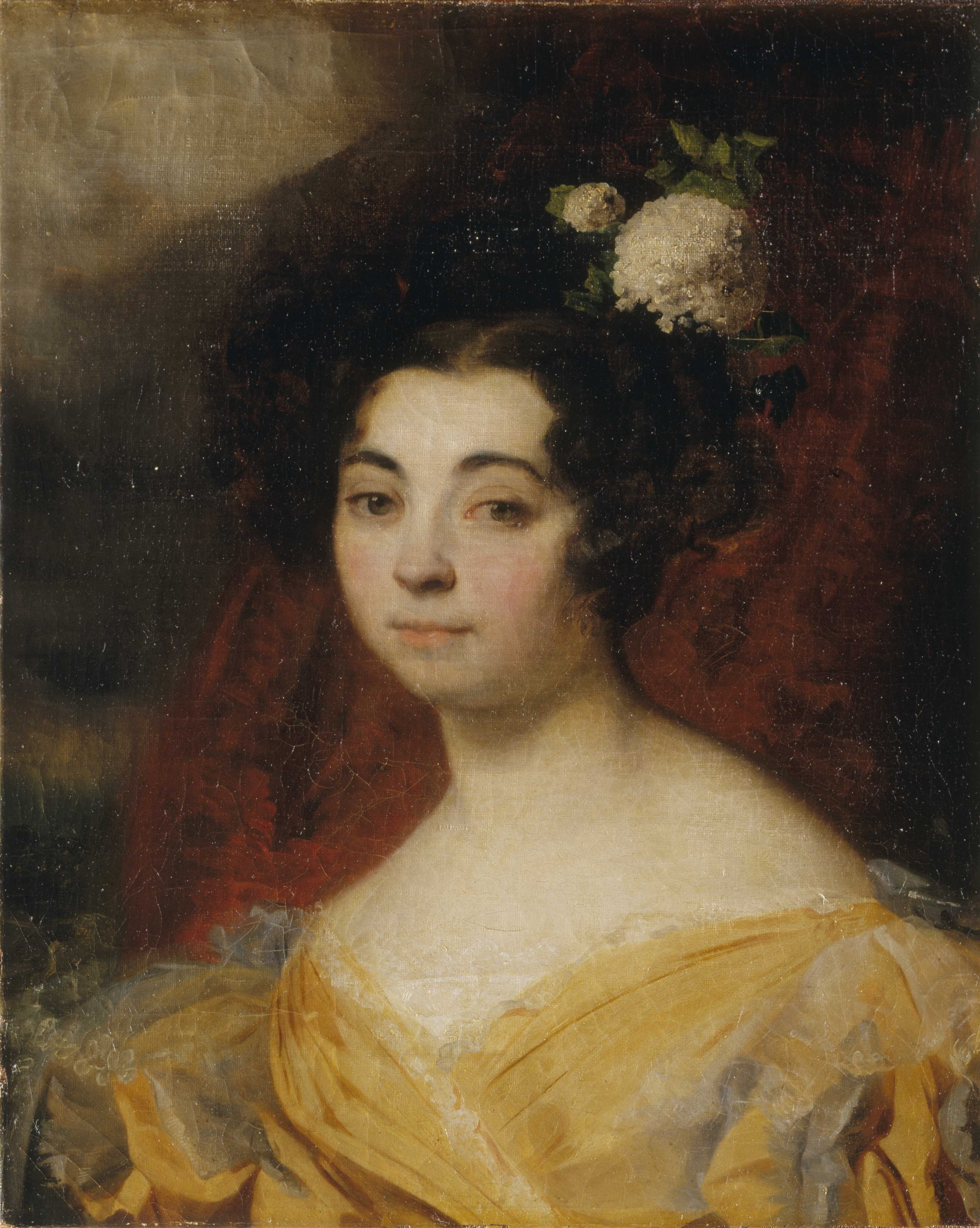
Marie Nodier – Gemälde von Jean Gigoux – Musée des Beaux-Arts et d’Archéologie de Besançon.

Marie Antoinette Élisabeth Ménessier-Nodier (* 1811; † 1893) war eine französische Schriftstellerin und Tochter von Charles Nodier.
Sie arbeitete an dem Werk Scènes de la vie privée et publique des animaux („Bilder aus dem Staats- und Familienleben der Thiere“) des frz. Zeichners und Karikaturisten Grandville (1803–1847) mit.
Sie schrieb auch eine Biographie ihres Vaters.